# Göllersdorf
Göllersdorf è un comune austriaco di 3 002 abitanti nel distretto di Hollabrunn, in Bassa Austria; ha lo status di comune mercato (Marktgemeinde).
Celebre per l'importante castello barocco dei Conti Schonborn, tutt'oggi della nobile famiglia.